# 重慶足球倶楽部
重慶足球倶楽部（じゅうけい-）は、中華人民共和国の重慶市を本拠地としていたサッカークラブである。

## 歴史
- 2010年12月 - 重慶市体育局により重慶足球倶楽部が作られる。中国プロサッカー史上初の体育局所有のサッカークラブの誕生となった。重慶市では重慶力帆に続き2つ目のクラブとなる[1][2]。翌年の乙級リーグへの参加が決まる。
- 2011年 - 乙級リーグに参加したものの成績が思わしくなかったため、6月6日に裴恩才監督を解任[3]、6月21日に趙発慶新監督を迎える[4]。監督交代後は成績が上向き、南区2位で昇格プレーオフに参加、プレーオフでも2位に入り甲級リーグへの昇格を決める。
- 2013年 - 15位に終わり乙級リーグへの降格が決定。12月、クラブは解散した[5]。

## 過去の成績
- 2011年 - 乙級リーグ 2位(南区) 昇格プレーオフ2位
- 2012年 - 甲級リーグ 8位
- 2013年 - 甲級リーグ 15位

## 歴代監督
- 裴恩才 (2011)
- 趙発慶 (2011-2012)
- 趙昌宏 (2012-2013)
- 魏新 (2013)
- マヌエル・カジュダ (2013)

## 歴代所属選手
- 郭明月 2011-2013
- 鄭偉 2011-
- クリス・キレン 2012-2013
- ワルテル・フリアン・マルティネス 2012
- 王圣 2012-